# Ellen Isefiær
Ellen Isefiær, född 7 december 1899 i Kristiansand, död 28 september 1985 i Oslo, var en norsk skådespelerska och regissör.

## Biografi
Ellen Isefiær slog igenom på Stavanger Teater som Elizabeth i Maria Stuart. På Centralteatret (1924–1931) hade hon en rad lustspelsroller, men spelade också bland annat Svanhild i Henrik Ibsens Kjærlighedens komedie och Rita i Ibsens Lille Eyolf. På Trøndelag Teater var hon 1938–1940 regissör (bland annat av Peer Gynt) och skådespelerska (bland annat som Tora Parsberg i Bjørnstjerne Bjørnsons Paul Lange och Tora Parsberg).
Åren 1940–1943 var hon konstnärlig ledare för Carl Johan Teatret i Oslo, där hon spelade huvudrollerna i Bjørnsons Leonarda och Ibsens Fru Inger til Østråt. Efter 1945 gjorde hon en betydande insats som regissör vid de flesta norska scener. Bland dessa kan nämnas Charles Morgans The River Line på Nationaltheatret, Ibsens Gengångare på Det Nye Teater, Sofokles Kung Oidipus på Trøndelag Teater och Ernst Orvils Rødt lys i Trondheim, Bergen och Oslo. Shakespeares Othello regisserade hon både i Bergen och i Århus.

## Filmografi
- 1927 – Eleganta svindlare
- 1928 – Cafe X
- 1940 – Tørres Snørtevold
- 1941 – Hansen og Hansen
- 1943 – Den nye lægen
- 1946 – På kant med samhället
- 1956 – På solsiden

## Teater

### Regi (ej komplett)
| År   | Produktion                             | Upphovsmän      | Teater                |
| ---- | -------------------------------------- | --------------- | --------------------- |
| 1964 | Spel om lycka Bonheur, impair et passe | Françoise Sagan | Folkteatern, Göteborg |